# Peter von Hagenbach

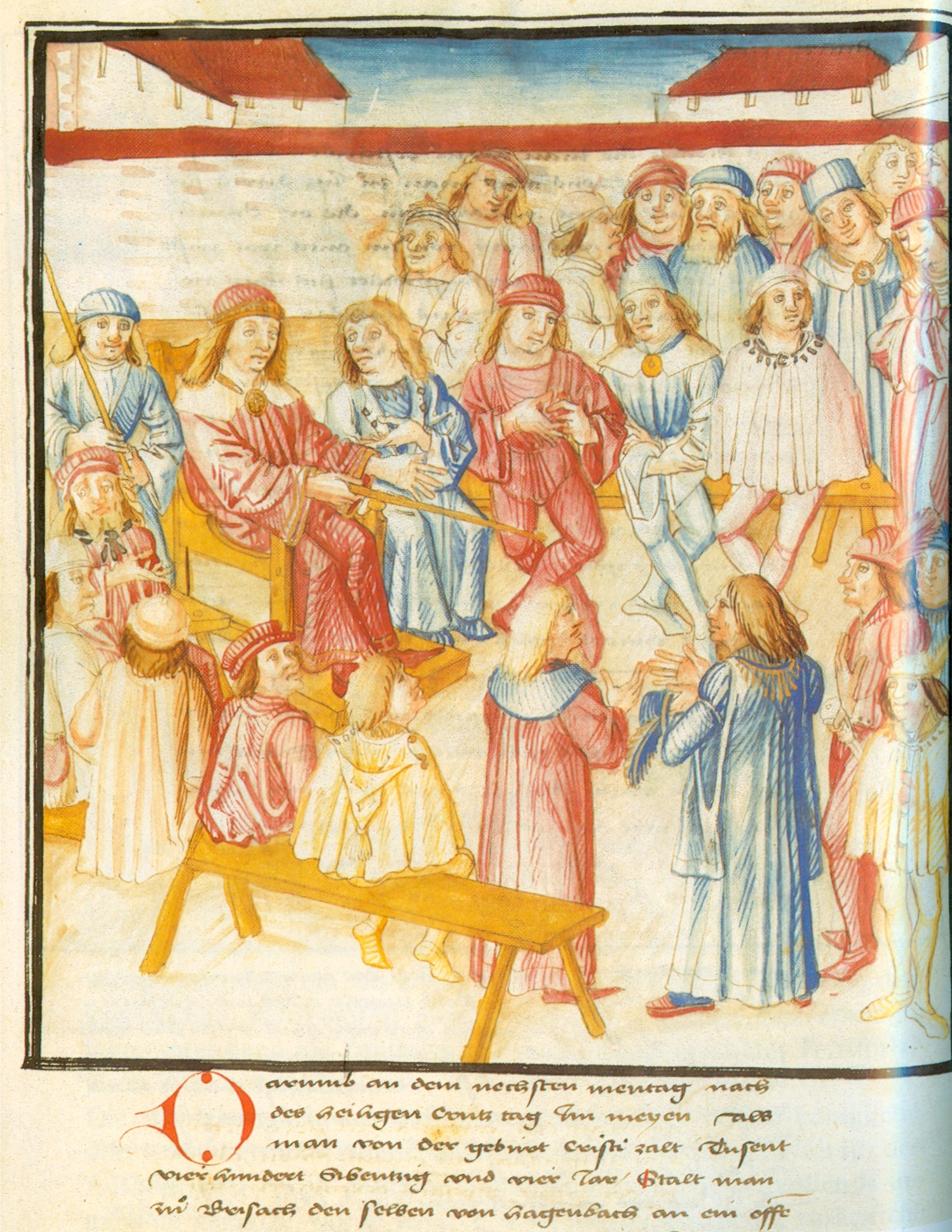
Hagenbach vor Gericht (Berner Chronik des Diebold Schilling dem Älteren)

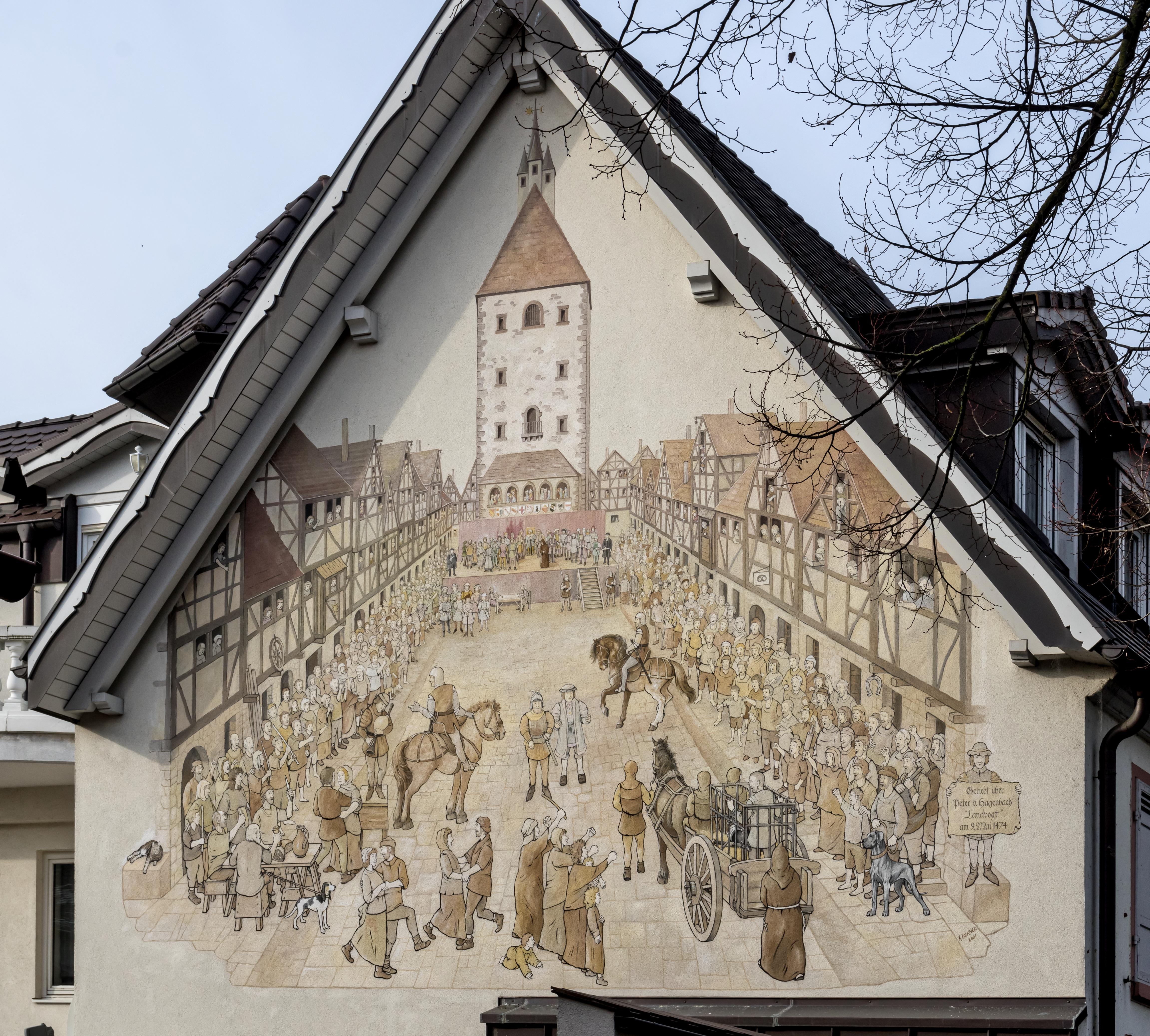
Aktuelle Fassadenmalerei: Gericht über Peter von Hagenbach Landvogt am 9. Mai 1474 von K. Falkner 2001

Peter von Hagenbach (* um 1420; † 9. Mai 1474 in Breisach am Rhein) war ein Ritter aus einem elsässisch-burgundischen niederen Adelsgeschlecht. Er war von 1469 bis zu seinem Sturz 1474 Landvogt der burgundischen Pfandlande am Oberrhein.
1474 wurde Hagenbach durch einen Aufstand gegen seine brutale Herrschaft gestürzt. Er wurde von einem ad hoc-Strafgericht des Heiligen Römischen Reiches wegen der im Rahmen seiner Herrschaft begangenen Verbrechen zum Tode verurteilt und hingerichtet. Dieses Gericht gilt als erster moderner internationaler Strafgerichtshof. Hagenbachs Argument, er habe lediglich Befehle befolgt, wurde vom Gericht nicht als hinreichend für einen Freispruch angesehen. Der Fall gilt als erster Präzedenzfall für diese Fragestellung, welche auch bei den Nürnberger Prozessen immer wieder das Gericht beschäftigte.

## Herkunft und Jugend
Peter von Hagenbach entstammte väterlicherseits einer dem niederen Adel angehörenden im Sundgau (Oberelsass) beheimateten Familie, die sich nach einem unweit von Dannemarie gelegenen Schloss benannte. Seit 1351 standen die Vorfahren in einem Lehensverhältnis mit Habsburg-Österreich. Das Schloss („das gesezze zu Hagenbach, als das mit dem graben umbgriffen ist“) wurde 1466 von den Eidgenossen verbrannt und ist verfallen. Das in väterlichem Besitz befindliche Dorf Hagenbach besteht noch.
Der Vater Anton von Hagenbach, der in Habsburger Diensten stand, wurde 1400 erstmals erwähnt. Er wurde ab 1419 mehrfach als Bürger und Schaffner von Thann bezeichnet. 1428 wurde Anton von Hagenbach Schultheiß von Thann. Ab 1440 war er herzoglicher Rat am Gericht von Ensisheim. Anton von Hagenbach heiratete Catherine, die Witwe des Jean de Montjustin, des Herrn von Belmont. Das gleichnamige Bergschloss, das ein mömpelgardisches Afterlehen der Freigrafschaft Burgund war, liegt südöstlich von L’Isle-sur-le-Doubs. Catherine hatte bereits zwei Söhne aus der ersten Ehe: Etienne und Philippe. Das Jahr der Heirat und das Geburtsjahr des nachgeborenen Peter von Hagenbach sind unbekannt.
Hagenbach hatte drei Geschwister: Johann, Isabelle und Stephan (* 1426). Peter von Hagenbach wuchs im Schloss von Thann und im Schloss Belmont auf und wurde bereits von klein auf zweisprachig erzogen. Mit aller Wahrscheinlichkeit wurde er in einem Kloster in der Franche-Comté unterrichtet. Die erhaltene private Korrespondenz und handschriftliche Notizen Hagenbachs sind ausnahmslos in französischer Sprache verfasst. Peter von Hagenbach, der von seiner Mutter den Titel und Besitz von Belmont geerbt hatte, stand dadurch in einem übergeordneten Lehensverhältnis mit dem Herzog von Burgund. Wie auch andere Adelige des Sundgaus versprach sich Hagenbach von Burgund Schutz und bessere Aufstiegsmöglichkeiten.

## Karriere
1443 nahm Peter von Hagenbach als Herr von Belmont an einem Feldzug Herzog Philipps nach Luxemburg teil. Im gleichen Jahr trat er der Georgsbruderschaft bei und schloss seine erste Ehe mit Marguerite d’Accolans, einer Adeligen der Freigrafschaft Burgund. Von den fünf Kindern dieser ersten Ehe überlebten ein Sohn und die beiden jüngsten Töchter die Kindheit.
In den Basler Chroniken ist eine Geiselnahme Hagenbachs berichtet. Am 25. Juli 1448 nahm Peter von Hagenbach den Basler Kaufmann und Bankier, Herrn Marquard von Baldeck, mit dem er noch am Vorabend getafelt hatte, gefangen und entführte ihn mit der Absicht, ein Lösegeld zu erpressen, auf Schloss Belmont. Auf Geheiß Herzog Philipps musste Hagenbach jedoch Marquard unverzüglich freigeben. Ein Rechtfertigungsbrief Hagenbachs vom 10. Januar 1449 auf die Anschuldigungen des habsburgischen Landvogtes Thüring von Hallwil in dieser Angelegenheit ist erhalten.
Anfang der fünfziger Jahre wurde Hagenbach unter den Namen „Aquenbacq“ oder „Archembault“ am burgundischen Hof erwähnt. 1453 nahm Hagenbach als Gefolgsmann und Kammerherr des Herzogs Johann von Kleve in Lille am Fasanenfest Herzog Philipps teil. Eine Stellung als Kammerherr bei dem Kurfürsten von der Pfalz und eine Stellung als Erzieher der württembergischen Prinzen von Mömpelgard folgten.
1458 ernannte Philipp der Gute Hagenbach zum stellvertretenden Großmeister (Befehlshaber) der Artillerie (Lieutenant du grand maître d’arttillerie). Entscheidend für den weiteren Lebensweg war ab 1461 die Stellung als Rat und Hofmeister in den Diensten des Grafen von Charolais, dem späteren Karl dem Kühnen von Burgund. Hagenbach deckte ein Mordkomplott des Valets Coustain, eines französischen Agenten, gegen Karl auf und erwarb sich dadurch das Vertrauen des späteren Herzogs. Nach jahrelangen Querelen mit Herzog Philipp gelang Karl dem Kühnen 1465 die Machtübernahme. Hagenbach wurde als Gesandter beim Pfalzgrafen mit diplomatischen Aufgaben betraut.
Bei der gewaltsamen und grausamen Niederwerfung der Empörung von Dinant und Lüttich befehligte Hagenbach die burgundische Artillerie. Aufgrund seiner herausragenden Rolle bei der Einnahme von Dinant wurde Hagenbach von Karl dem Kühnen zum Ritter geschlagen. Am burgundischen Hof hatte er den Titel eines Kammerherrn inne. Georges Chastellain lobte Hagenbach als einen „Ehrenmann“.

## Landvogt der Pfandlande
Karl der Kühne brachte 1468 von Herzog Siegmund von Tirol habsburgische Herrschaften und Rechte in den Österreichischen Vorlanden, die die Waldstädte, Teile des Elsasses und des Breisgaus umfassten, pfandweise an sich. Am 20. September 1469 wurde Hagenbach zum Grand Bailli, das entspricht dem Amt eines Landvogtes, der Pfandlande, die Burgund unter der Bezeichnung „Baillage dauxay et de Ferrate“ angegliedert wurden, ernannt.
Hagenbach nahm seinen Amtssitz in Ensisheim. Er und sein Stellvertreter Hans Bernhard von Gilgenberg führten ein hartes Regiment. Die bürgerliche Verwaltung der Städte und die Zünfte wurden bedrängt und sollten, wie bereits in Flandern und Brabant geschehen, aufgehoben werden. Hagenbach errichtete im Auftrag seines Herrn neue Zollstellen an den Grenzen zu Basel und Zürich. Kaufleute wurden 1471 am Besuch der Zurzacher Messe gehindert. Im Sommer 1472 wurden die Getreidetransporte nach Basel unterbunden. Zur Finanzierung eines Krieges Burgunds mit Frankreich wurde 1473 eine Verbrauchssteuer, der Böse Pfennig, eingeführt. Die Verwaltung unter Hagenbach trieb Zölle und Steuern mit aller Härte ein und richtete drei Bürger von Thann hin.
Ab 1473 versuchte Hagenbach die Selbstverwaltung der beiden unabhängigen Städte Mülhausen und Breisach aufzuheben. Hagenbach führte 1473 auf burgundischer Seite die Vorverhandlungen mit der habsburgischen Seite zum Heiratsprojekt zwischen den Thronerben Maximilian und Maria sowie der geplanten Erhebung Karls des Kühnen in die Königswürde. Bei der direkten geheimen Endverhandlung in Trier dolmetschte Hagenbach das Gespräch Karls des Kühnen mit Kaiser Friedrich III.
Am 24. Januar 1474 heiratete Hagenbach in zweiter Ehe die Gräfin Barbara von Thengen und Nellenburg. Die Feierlichkeiten in Breisach nach burgundischem Zeremoniell erregten am Oberrhein großes Aufsehen. Hagenbach suchte in seiner Herrschaft zunächst den Dialog. So versuchte er bereits 1469 zwischen den Eidgenossen und ihren adeligen Widersachern Bernhard von Eptingen und Bilgeri von Heudorf zu schlichten. Ab 1473 setzte Hagenbach zunehmend auf Einschüchterungen und Gewalt. In der Endphase seiner Herrschaft konnte sich Hagenbach mangels vertrauenswürdiger Untergebener nur noch auf seine eigene Schutztruppe und die pikardischen Söldner verlassen. Diese konnten zuletzt lediglich noch die Festungen von Breisach und Thann halten.

## Der Gerichtsprozess gegen Peter von Hagenbach
Nachdem Hagenbach bis 1473 scheinbar erfolgreich die burgundische Herrschaft in den Städten der Pfandlande gefestigt hatte, stürzte ihn 1474 ein von Bern, Fribourg und den oberrheinischen Städten gesteuerter Aufstand, in dessen Verlauf er am 11. April gefangen genommen wurde.
Ein Gericht, gebildet aus Vertretern der oberrheinischen Städte und der Vorlande, versammelte sich am 9. Mai 1474 im Radbrunnenturm in Breisach unter dem Vorsitz Hermanns von Eptingen zur Untersuchung des Falls Hagenbach. Das vom Erzherzog von Österreich eingerichtete Gericht bestand aus 28 Richtern aus verschiedenen Staaten des Heiligen Römischen Reiches. Der zweite Beisitzer des Basler Gerichtes, Hans Irmi, verteidigte den Beschuldigten.
Hagenbach war erstens angeklagt wegen Mordes und Konfiskation verübt an Bürgern von Thann und Breisach, zweitens der Erhebung des „Bösen Pfennigs“ und drittens der Entrechtung Breisachs. Nachdem während des Prozesses der Ankläger ausgewechselt worden war, kamen noch die vierten und fünften Anklagepunkte hinzu: Eidbruch sowie Übeltat gegen Männer und Frauen. Hagenbach wurde in allen Punkten schuldig gesprochen.

## Die Hinrichtung, der Nachlass und die Grablegung des Landvogtes
Nachdem Kaspar Hurder, der Waffenkönig Herzog Sigmunds, Peter von Hagenbach symbolisch „entrittert“ hatte, enthauptete der Henker von Colmar den Verurteilten am Abend des 9. Mai 1474 auf dem Anger vor dem Breisacher Kupfertor. Nach dem Chronisten Erhard von Appenweiler kamen 6000 Schaulustige zur Hinrichtung. Den Ablauf des Großereignisses sicherten mit Hellebarden und Schwertern ausgerüstete Knechte.
Der Leichnam sollte nach Hagenbachs letztem Willen im Dorf Hagenbach beigesetzt werden. Hagenbach soll dem Münster von Breisach seine goldene Kette sowie seine 16 Pferde vermacht haben. Diese Einlassungen zum Nachlass sind umstritten. Das angeblich Wilhelm Kappeler überlassene Testament ist, sofern jemals verfasst, nicht erhalten. Nach anderen Quellen hinterließ Hagenbach lediglich einen goldenen Siegelring und 100 Gulden dem Münster, die dort allerdings nie ankamen.
Entgegen der Angabe bei Knebel wurde Hagenbach nach der Auffassung einiger Historiker vor Breisach begraben. Die Witwe Barbara von Thengen habe später über der Grabstätte eine kleine Kapelle errichten lassen, die im 17. Jahrhundert den Befestigungsanlagen Vaubans weichen musste. Nach Knebel wurde der Leichnam Hagenbachs nach Hagenbach überführt und dort in der Dorfkirche bestattet.

### Traditionsbildung
Einer Überlieferung zufolge schmückten die Dorfbewohner die Grabplastik des Landvogtes mit einer goldenen Kette und Kleidern und verehrten ihn noch lange. Die „Bibliothèque Communale de Colmar“ stellte von 1796 bis 1844 einen mumifizierten Schädel und zwei mumifizierte Unterarme als vermeintliche Überbleibsel Hagenbachs öffentlich aus. Pfarrer Pantaleon Rosmann identifizierte 1844 die Mumienteile als Reliquien eines Malteserritters, die aus einer Ordenskirche in Freiburg im Breisgau stammten. Sie befinden sich immer noch als „Tête et mains du baron de Haguenbach“ (Pseudokopf des Landvogtes Peter von Hagenbach) unter der Standnummer „MS 844/II a 5“ in der „Bibliothèque municipale de Colmar“.
Nach einer Volkssage (Paul Strintzi: Le bailli sans repos) soll der Geist des hingerichteten Landvogtes in den Wäldern um Hagenbach spuken. Der Freiburger Magistrat beschäftigte sich wenige Jahre nach der Hinrichtung mit der Aussage eines Neuenburger Bürgers, der Hagenbach reitend in der ersten Reihe des Wilden Heeres gesehen haben will.  Der Freiburger Stadtchronist Wilhelm Fladt schrieb 1924 ein Bühnenstück über Peter von Hagenbach.

## Der Rachezug Stefan von Hagenbachs
Karl der Kühne war im Norden durch die Belagerung von Neuss gebunden. Bei einem Sturm auf Neuss fiel Hagenbachs Stellvertreter und Nachfolger Hans Bernhard von Gilgenberg. Karl der Kühne beschränkte sich zunächst darauf, Hagenbachs 1426 geborenen jüngeren Bruder Stephan von Hagenbach und den Schwiegersohn Hagenbachs Thiebald von Granwiller mit einer Truppe von 6000 Söldnern in den Sundgau und den bernischen Jura zu schicken.
Ab dem 18. August 1474 wurde das südliche Elsass systematisch verwüstet. Mehr als 30 Ortschaften, unter anderem Pumpfel, das heutige Bonfol, wurden verwüstet oder zerstört. Mit dem Eingreifen der Truppen Basels und der Niederen Vereinigung ab dem 26. August begannen die Burgunderkriege.

## Nachwirkung
In der juristischen Diskussion zu den laufenden Nürnberger Prozessen 1947 und in der 1950 verfassten Begründung der Nürnberger Prozesse, den Nuremberg Principles (Paragraph IV), wird auf den Prozess gegen Peter von Hagenbach hingewiesen. Der Historiker und Experte für das deutsche Spätmittelalter Hermann Heimpel stellte ebenfalls 1952 einen Bezug des Hagenbachprozesses zu den Nürnberger Prozessen her.
Der Prozess gegen Peter von Hagenbach wird seither in der völkerrechtlichen Literatur als Vorläufer der Nürnberger Prozesse und des Rom-Statuts angesehen oder diskutiert.

## Herangezogene Literatur
- H. Brauer-Gramm: Der Landvogt Peter von Hagenbach – Die burgundische Herrschaft am Oberrhein 1469–1474. (= Göttinger Bausteine zur Geschichtswissenschaft. Band 27). Musterschmidt, Göttingen 1957, ISBN 3-89744-075-X. (mit einem Vorwort von Hermann Heimpel)
- G. Claerr-Stamm: Pierre de Hagenbach – Le destin tragique d´un chevalier sundgauvien au service de Charles le Téméraire. Société d´histoire du Sundgau, Altkirch 2004, ISBN 2-908498-16-2.